# Dracaena angustifolia
Dracaena angustifolia trong tiếng Việt có nhiều tên gọi: phất dụ lá hẹp, cây phú quý, cây bánh tét. Là một loài thực vật có hoa trong họ Măng tây. Loài này được (Medik.) Roxb. mô tả khoa học đầu tiên năm 1814.